# 제임스 마르슬랭
제임스 마르슬랭(프랑스어: James Marcelin, 1986년 6월 13일 ~ )은 아이티의 축구 선수이다. 포지션은 미드필더와 수비수이다.